# Scopelosaurus hoedti
Scopelosaurus hoedti — вид авлопоподібних риб родини Notosudidae. Це морський, батипелагічний вид, що поширений у тропічних морях Південної півкулі на глибині до 750 м. Тіло завдожки до 35 см. Живиться різними видами планктону.